# Фридубальд
Фридуба́льд (ванд. Fridubalth, лат. Fredibalum; V век) — король вандалов-силингов в начале V века, известный только по хронике Идация.

## Биография
Под руководством Фридубальда вандалы-силинги разместились в южной части Испании, в провинции Бетика. Память об их пребывании здесь сохранилась, по одной из версий, в названии испанской провинции Андалузия. Римское правительство было вынуждено признать это положение дел официально, но втайне изыскивало средства избавился от непрошенных гостей. В 416 году римляне, начав войну за восстановление своей власти на потерянных территориях Пиренейского полуострова, призвали на помощь против вандалов и аланов вестготского короля Валию. Тот, согласно Идацию, остроумно, без всякого сражения, захватил в плен Фредубальда, короля силингов, и отослал его к императору Гонорию. О дальнейшей его судьбе ничего не известно.
Также разгрому подверглись в 418 году и аланы, которые правили вандалами и свевами, а их царь Аддак был убит. После этих событий силинги отказались от политической независимости и добровольно подчинились королю вандалов-асдингов Гундериху. Их примеру последовали и аланы.